# Medaglia di Dogger Bank
Il Medaglia di Dogger Bank (in lingua olandese Medaille van Doggersbank) è una onorificenza olandese assegnata ai militari distintisi nel corso della battaglia di Dogger Bank (1781) avvenuta nel corso della quarta guerra anglo-olandese su iniziativa dello Statolder Guglielmo V d'Orange. Prima del suo genere nei Paesi Bassi e considerata da molti storici come la prima medaglia commemorativa olandese.

## Storia
La Medaglia di Doggerbank (in lingua olandese Medaille van Doggersbank) fu istituita per onorare i bordo, marinai e ufficiali imbarcati a bordo delle unità della squadra navale del contrammiraglio Johan Zoutman che, il 5 agosto 1781, scortando un convoglio di navi mercantili olandesi, impegnarono  combattimento contro una flotta inglese al comando del viceammiraglio Hyde Parker. La battaglia di Dogger Bank, avvenuta nel corso della quarta guerra anglo-olandese (1780-1784), non ebbe un chiaro vincitore ma le navi mercantili olandesi raggiunsero indenni il porto. Poiché la flotta britannica fu la prima ad abbandonare il campo di battaglia, essa risultò perdente agli occhi degli olandesi. I Paesi Bassi onorarono la loro flotta con numerose sfilate, ricevimenti, poesie, stampe con dedica e persino opere teatrali.

### Il tributo ai vincitori
Lo Statolder Guglielmo V d'Orange decise di celebrare la vittoria in pompa magna.  Il contrammiraglio Zoutman venne promosso viceammiraglio, mentre i capitani di vascello Salomon Dedel Sr., Willem van Braam e Jan Hendrik van Kinsbergen divennero contrammiragli. L'iniziativa per l'istituzione di una medaglia commemorativa sembra essere venuta dal ciambellano del principe Sigismund Pierre Alexander van Heiden Reinestein. Egli scrisse un promemoria in cui suggeriva di che sarebbe stato giusto dare una spada d'oro per l'ammiraglio, "spade illustri" e il permesso di indossare una piuma bianca sul pungiglione a Wolter Jan Gerrit Bentinck, Adriaan Braak e Evert Christiaan, sciabole per i tre capitani di vascello di 1ª classe e tre per i capitani vascello di 2ª classe, spalline per i luogotenenti di mare e un'unica spallina sulla spalla sinistra per i guardiamarina.
Per il viceammiraglio Zoutman fu anche coniata una "Medaglia d'onore degli Stati Generali" in oro, un tributo spesso assegnato nel XVII secolo sotto forma di una pesante medaglia su una catena di maglie d'oro. La medaglia valeva 1300 fiorini mentre la catena costava 900 fiorini. Anche i signori Dedel, Van Braam, Van Kinsbergen, Braak, Staring e, seppur postumo, Wolter Jan Gerrit Bentinck, ricevettero questa Medaglia d'onore dagli Stati Generali, che veniva indossata su un nastro arancione.
Nell'ottobre 1781 lo Statolder Guglielmo V d'Orange istituì anche una medaglia commemorativa della battaglia che sarebbe stata assegnata agli ufficiali di tutti i gradi, ai guardiamarina e ai sottufficiali, mentre i marinai avrebbero ricevuto una ricompensa in denaro.
Guglielmo V, che era anche ammiraglio generale della flotta, decise, non sappiamo su iniziativa di chi, di far coniare medaglie a proprie spese. Il progetto fu affidato a Fransiscus Hemsterhuis (1721-1790) mentre il conio a Johann Heinrich Schepp.
Le medaglie furono pronte nel mese di dicembre e Guglielmo V consegno personalmente le diciannove medaglie d'oro appendendole al collo di altrettanti tra ammiragli e alti ufficiali.
Il 25 febbraio 1782 lo Stadtholder pagò quattromiladuecentocinquantuno fiorini e due stuiver per le sciabole e premi.

### Descrizione
La medaglia è di forma ovale alta 36 mm. Sul dritto è rappresentata una Vittoria alata a prua di una nave che tiene nella mano destra una corona di foglie d'arancio. Sul bordo sinistro la scritta PAX QVAERITVR BELLO (La pace ottenuta dalla guerra), e sul bordo destro la scritta V AVG MDCCLXXXI (5 agosto 1781).
Sul verso, al centro di una chioma di aranci, la scritta EXI MIAE VIRTU TIS PRAEM IVM (come ricompensa per il suo eccezionale coraggio) e tra la chioma e l'orlo: MVNIFICENTIA PRINCIPIS AVRIACI (dono del Principe d'Orange).
La medaglia era fissato alla francese da un anello con nastro rosso bianco azzurro. Quella in oro con nastro rosso-bianco-blu, fu coniata in 19 esemplari, aveva un peso di 21,10 grammi, ed era alta 39 millimetri e larga 29 millimetri. Quelle in argento erano suddivisi in due versioni, con nastro rosso-bianco-blu ad altri ufficiali, e con nastro arancione agli aspiranti guardiamarina e ai sottufficiali.
Rappresenta la prima medaglia olandese con nastro e si portava indifferentemente al collo, sul petto, o all'occhiello. Una medaglia con nastro portata "all'occhiello" era più pratica di quella con nastro intorno al collo e la maggior parte dei ritratti degli ufficiali decorati con questa medaglia la  mostra indossata in questo modo.

### Annotazioni
1. ↑  Il barone Wolter Jan Gerrit Bentinck morì il 23 agosto 1781 per le ferite riportate in combattimento, e la sua famiglia ricevette la medaglia come tributo postumo.

### Fonti
1. 1 2  Lintjes.
2. 1 2 3 4 5 6  Onderscheidingen.
3. 1 2 3 4 5 6  de Rochemont, Bischoff 1943, p. 140.
4. ↑  Orders, Decorations and Medals.
5. 1 2 3 4  Sanders 2013, p. 319.
6. ↑  Sanders 2013, p. 320.
7. 1 2 3  Collectie.